# Équipe de Hongrie de football à la Coupe du monde 1966
L'équipe de Hongrie de football participe à sa sixième Coupe du monde lors de l'édition 1966 qui se tient en Angleterre du 11 au 30 juillet 1966. Elle se qualifie en devançant la RDA et l'Autriche lors de la campagne éliminatoire.
Toujours dirigée par Lajos Baróti, la Hongrie atteint une nouvelle fois les quarts de finale de la compétition. Au premier tour elle se classe à la deuxième place de son groupe, composée du Portugal, du tenant du titre, le Brésil et de la Bulgarie, avant de s’incliner sur le score de deux buts à un en quarts de finale face à l’Union soviétique.
Avec quatre buts inscrits lors des quatre rencontres disputées par les Magyars, l’attaquant d'Újpest Dozsa Ferenc Bene est le meilleur buteur hongrois de la compétition.

## Phase qualificative
Dans une poule comprenant 3 équipes d'Europe de l'Est (RDA, Autriche et Hongrie), ce sont les Hongrois qui terminent premiers et invaincus, une performance seulement réussie par la RFA au sein de la zone Europe.
| Rang | Équipe             | Pts | J | G | N | P | Bp | Bc | Diff |  | Résultats (▼ dom., ► ext.) |     |     |     |
| ---- | ------------------ | --- | - | - | - | - | -- | -- | ---- |  | -------------------------- | --- | --- | --- |
| 1    | Hongrie            | 7   | 4 | 3 | 1 | 0 | 8  | 3  | +5   |  | Hongrie                    |     | 3-2 | 3-0 |
| 2    | Allemagne de l'Est | 4   | 4 | 1 | 2 | 1 | 5  | 5  | 0    |  | Allemagne de l'Est         | 1-1 |     | 1-0 |
| 3    | Autriche           | 1   | 4 | 0 | 1 | 3 | 1  | 6  | -5   |  | Autriche                   | 0-1 | 1-1 |     |

| 23 mai 1965 | Allemagne de l'Est | 1 - 1 | Hongrie  | Zentralstadion, Leipzig                         |                                                 |
|             | Vogel 17e          |       | Bene 28e | Spectateurs : 98 765 Arbitrage : Erik Johansson | Spectateurs : 98 765 Arbitrage : Erik Johansson |
|             | détails            |       |          | Spectateurs : 98 765 Arbitrage : Erik Johansson | Spectateurs : 98 765 Arbitrage : Erik Johansson |

| 13 juin 1965 | Autriche | 0 - 1 | Hongrie      | Stade du Prater, Vienne                          |                                                  |
|              |          |       | Fenyvesi 44e | Spectateurs : 70 067 Arbitrage : Pierre Schwinte | Spectateurs : 70 067 Arbitrage : Pierre Schwinte |
|              | détails  |       |              | Spectateurs : 70 067 Arbitrage : Pierre Schwinte | Spectateurs : 70 067 Arbitrage : Pierre Schwinte |

| 5 septembre 1965 | Hongrie                                       | 3 - 0 | Autriche | Nepstadion, Budapest                                  |                                                       |
|                  | Farkas 4e · Fenyvesi 36e · Meszöly 70e (pen.) |       |          | Spectateurs : 71 950 Arbitrage : Aleksandr Goraczniak | Spectateurs : 71 950 Arbitrage : Aleksandr Goraczniak |
|                  | détails                                       |       |          | Spectateurs : 71 950 Arbitrage : Aleksandr Goraczniak | Spectateurs : 71 950 Arbitrage : Aleksandr Goraczniak |

| 9 octobre 1965 | Hongrie                             | 3 - 2 | Allemagne de l'Est | Nepstadion, Budapest                                |                                                     |
|                | Rákosi 41e · Novák 53e · Farkas 81e |       | Ducke 31e, 71e     | Spectateurs : 73 153 Arbitrage : Kestutis Andziulis | Spectateurs : 73 153 Arbitrage : Kestutis Andziulis |
|                | détails                             |       |                    | Spectateurs : 73 153 Arbitrage : Kestutis Andziulis | Spectateurs : 73 153 Arbitrage : Kestutis Andziulis |

## Phase finale

### Premier tour, groupe III
| Classement final |          |     |   |   |   |   |    |    |      |
|                  | Équipe   | Pts | J | G | N | P | BP | BC | Moy. |
| 1                | Portugal | 6   | 3 | 3 | 0 | 0 | 9  | 2  | 4.50 |
| 2                | Hongrie  | 4   | 3 | 2 | 0 | 1 | 7  | 5  | 1.40 |
| 3                | Brésil   | 2   | 3 | 1 | 0 | 2 | 4  | 6  | 0.67 |
| 4                | Bulgarie | 0   | 3 | 0 | 0 | 3 | 1  | 8  | 0.13 |

| 12 juillet | Brésil   | 2 | 0 | Bulgarie |
| 13 juillet | Portugal | 3 | 1 | Hongrie  |
| 15 juillet | Hongrie  | 3 | 1 | Brésil   |
| 16 juillet | Portugal | 3 | 0 | Bulgarie |
| 19 juillet | Portugal | 3 | 1 | Brésil   |
| 20 juillet | Hongrie  | 3 | 1 | Bulgarie |

| 13 juillet 1966                   | Portugal                           | 3 - 1 | Hongrie  | Old Trafford, Manchester                       |                                                |
| 19:30 · Historique des rencontres | José Augusto 1re, 67e · Torres 90e |       | Bene 60e | Spectateurs : 37 000 Arbitrage : Leo Callaghan | Spectateurs : 37 000 Arbitrage : Leo Callaghan |
| 19:30 · Historique des rencontres | (Rapport)                          |       |          | Spectateurs : 37 000 Arbitrage : Leo Callaghan | Spectateurs : 37 000 Arbitrage : Leo Callaghan |

| 15 juillet 1966                   | Hongrie                                   | 3 - 1 | Brésil     | Goodison Park, Liverpool                     |                                              |
| 19:30 · Historique des rencontres | Bene 2e · Farkas 64e · Mészöly 73e (pen.) |       | Tostão 14e | Spectateurs : 52 000 Arbitrage : Ken Dagnall | Spectateurs : 52 000 Arbitrage : Ken Dagnall |
| 19:30 · Historique des rencontres | (Rapport)                                 |       |            | Spectateurs : 52 000 Arbitrage : Ken Dagnall | Spectateurs : 52 000 Arbitrage : Ken Dagnall |

| 20 juillet 1966                   | Hongrie                                    | 3 - 1 | Bulgarie      | Old Trafford, Manchester                            |                                                     |
| 19:30 · Historique des rencontres | Davidov 43e (csc) · Mészöly 45e · Bene 54e |       | Asparuhov 15e | Spectateurs : 22 000 Arbitrage : Roberto Goicoechea | Spectateurs : 22 000 Arbitrage : Roberto Goicoechea |
| 19:30 · Historique des rencontres | (Rapport)                                  |       |               | Spectateurs : 22 000 Arbitrage : Roberto Goicoechea | Spectateurs : 22 000 Arbitrage : Roberto Goicoechea |

### Quart de finale
La Hongrie s’incline en quart de finale, comme quatre ans plus tôt, battue cette fois-ci par l’Union soviétique.
| 23 juillet 1966                   | Union soviétique             | 2 - 1 | Hongrie  | Roker Park, Sunderland                                  |                                                         |
| 15:00 · Historique des rencontres | Tchislenko 5e · Porkuyan 46e |       | Bene 57e | Spectateurs : 22 100 Arbitrage : Juan Gardeazábal Garay | Spectateurs : 22 100 Arbitrage : Juan Gardeazábal Garay |
| 15:00 · Historique des rencontres | (Rapport)                    |       |          | Spectateurs : 22 100 Arbitrage : Juan Gardeazábal Garay | Spectateurs : 22 100 Arbitrage : Juan Gardeazábal Garay |

## Effectif
Lajos Baróti est le sélectionneur de la Hongrie durant la Coupe du monde.
| No. | Pos.      | Joueur             | Date de naissance et âge | Sélec. | Club               |
| --- | --------- | ------------------ | ------------------------ | ------ | ------------------ |
| 1   | Gardien   | Antal Szentmihályi | 3 juin 1937              | 20     | Újpest Dózsa       |
| 2   | Défenseur | Benő Káposzta      | 7 juin 1942              | 3      | Újpest Dózsa       |
| 3   | Défenseur | Sándor Mátrai      | 20 novembre 1932         | 71     | Ferencváros TC     |
| 4   | Défenseur | Kálmán Sóvári      | 21 décembre 1940         | 16     | Újpest Dózsa       |
| 5   | Défenseur | Kálmán Mészöly     | 16 juillet 1941          | 37     | Vasas SC           |
| 6   | Milieu    | Ferenc Sipos       | 13 décembre 1932         | 71     | Budapest Honvéd    |
| 7   | Attaquant | Ferenc Bene        | 17 décembre 1944         | 17     | Újpest Dózsa       |
| 8   | Milieu    | Zoltán Varga       | 1er janvier 1945         | 3      | Ferencváros TC     |
| 9   | Milieu    | Flórián Albert     | 15 septembre 1941        | 51     | Ferencváros TC     |
| 10  | Attaquant | János Farkas       | 27 mars 1942             | 13     | Vasas SC           |
| 11  | Attaquant | Gyula Rákosi       | 9 octobre 1938           | 27     | Ferencváros TC     |
| 12  | Attaquant | Máté Fenyvesi      | 20 septembre 1933        | 76     | Ferencváros TC     |
| 13  | Milieu    | Imre Mathesz       | 25 mars 1937             | 5      | Vasas SC           |
| 14  | Milieu    | István Nagy        | 14 avril 1939            | 19     | MTK Budapest FC    |
| 15  | Attaquant | Dezső Molnár       | 2 décembre 1939          | 1      | Vasas SC           |
| 16  | Attaquant | Lajos Tichy        | 21 mars 1935             | 71     | Budapest Honvéd    |
| 17  | Défenseur | Gusztáv Szepesi    | 17 juillet 1939          | 2      | Tatabányai Bányász |
| 18  | Défenseur | Kálmán Ihász       | 6 décembre 1941          | 9      | Vasas SC           |
| 19  | Attaquant | Lajos Puskás       | 3 août 1944              | 2      | Vasas SC           |
| 20  | Attaquant | Antal Nagy         | 16 mai 1944              | 3      | Budapest Honvéd    |
| 21  | Gardien   | József Gelei       | 29 juin 1938             | 7      | Tatabányai Bányász |
| 22  | Gardien   | István Géczi       | 13 juin 1944             | 2      | Ferencváros TC     |